# Malo Lipje
Malo Lipje – wieś w Słowenii, w gminie Žužemberk. W 2018 roku liczyła 24 mieszkańców.